# Encanto (kommun)
Encanto är en kommun i Brasilien.   Den ligger i delstaten Rio Grande do Norte, i den östra delen av landet, 1 500 km nordost om huvudstaden Brasília. Antalet invånare är 5 228. Arean är 126 kvadratkilometer.
Terrängen i Encanto är platt åt nordost, men åt sydväst är den kuperad.
Omgivningarna runt Encanto är huvudsakligen savann. Runt Encanto är det ganska tätbefolkat, med 96 invånare per kvadratkilometer.